# Moratória da ONU para a pena de morte

Votos na Assembleia Geral das Nações Unidas:
A favor.
Contra.
Abstenção.

A moratória da ONU para a pena de morte se trata de duas propostas, apresentadas pela Itália e pelo Chile, apoiada por diversos países e ONGs, apresentada à Assembleia Geral da Organização das Nações Unidas. Foi homologada duas vezes: primeiro em 15 de novembro de 2007 e depois em 18 de dezembro do mesmo ano.

## Características
A moratória pede a suspensão geral - e não a abolição - da pena de morte em todo o mundo. Ela convoca os Estados-membros da ONU que mantêm a pena de morte a estabelecer uma moratória rumo à abolição e, ao mesmo tempo, restringir o número de delitos para os quais é utilizada e respeitar os direitos daqueles que estão no corredor da morte. Também alerta os Estados que aboliram a pena a não reintroduzirem-na. No entanto, por ser uma ação resultante em uma resolução da Assembleia Geral, não terá efeito vinculativo para os Estados-membros da ONU. Assim sendo, países que atualmente retêm a pena de morte (como, por exemplo, Estados Unidos, Irã e China) não serão forçados pela legislação internacional a pararem de executar os condenados; de agora em diante, estarão somente sob forte persuasão moral.

## Aprovação
Em 15 de novembro de 2007, o Terceiro Comitê da 62a Assembleia Geral da Organização das Nações Unidas votou a favor, por 99 a 52 votos (e 33 abstenções), de uma resolução pedindo a moratória global da pena de morte.
Em 18 de dezembro de 2007, a Assembleia Geral da Organização das Nações Unidas votou a favor da resolução A/RES/62/149, que convoca uma moratória global da pena de morte, com uma vasta maioria (104 a favor, 45 contra e 29 abstenções). Após a aprovação da resolução, o então ministro de relações exeriores da Itália, Massimo d'Alema, declarou: "agora precisamos começar a trabalhar na abolição da pena de morte".
Em 20 de dezembro de 2008, a Assembleia Geral adotou outra resolução convocando uma moratória global à pena de morte por 106 a 46 votos (e 34 abstenções). Desta vez, durante a 63a Assembleia Geral, foi o Chile quem apresentou a proposta.

## Campanha internacional
A moratória foi lançada na Itália pela associação Hands Off Cain, afiliada ao Partido Radical Não-Violento. Em 1994 uma resolução pela moratória foi apresentada pela primeira vez na Assembleia Geral da ONU pelo governo italiano. Perdeu por oito votos. Desde 1997, através da iniciativa italiana, e desde 1999, com o endosso da União Europeia, a Comissão das Nações Unidas de Direitos Humanos vem aprovando uma resolução pedindo a moratória das execuções a cada ano. A votação de 2007 no Terceiro Comitê da 62a Assembleia Geral foi acompanhada por intensa atividade diplomática dos países-membros da UE a favor da moratória, assim como de filiados do Partido Radical Não-Violento. A Comunidade de Santo Egídio, associação leiga da Igreja Católica que é contra a pena de morte, se juntou aos ativistas e enviou à ONU um documento com mais de 5 milhões de assinaturas pedindo a aprovação da moratória.